# Gustavo Gaviria

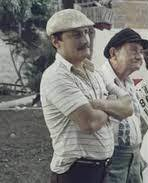
Gustavo Gaviria

Gustavo de Jesús „El León“ Gaviria Rivero (* 25. Dezember 1946 in Pereira; † 12. August 1990 in Medellín) war ein kolumbianischer Drogenhändler, der in den 1970er-Jahren zusammen mit seinem Cousin Pablo Escobar und anderen Partnern das berüchtigte Medellín-Kartell gründete, welches auf dem Höhepunkt seiner Macht 80 Prozent der kolumbianischen Kokainexporte in die Vereinigten Staaten von Amerika und, laut anderen Quellen, weltweit kontrollierte.

## Kriminelle Karriere
Gustavo de Jesús Gaviria Rivero wurde am 25. Dezember 1946 in Pereira (Kolumbien) in eine Familie hineingeboren, die aus der Mittelschicht stammte. Die Schule verließ er aus freien Stücken und wurde ganz bewusst zu einem Gesetzlosen.
Er und sein Cousin Pablo Escobar stahlen auf Friedhöfen Grabsteine, schliffen sie glatt und verkauften die wieder namenlosen Steine für neue Bestattungen. Ebenso waren sie Autodiebe und begannen später mit Entführungen von Menschen, für deren Freilassung sie Lösegeld forderten.
In den Drogenhandel stiegen sie groß ein, als der Marihuanahandel durch Kokain abgelöst wurde und sein Cousin Pablo damit begann, die Droge von Peru nach Kolumbien zu importieren, um sie bald in die Vereinigten Staaten zu verschicken. In den 1970er-Jahren bauten sie ein riesiges Drogenimperium auf. Bereits im Jahr 1976 wurden sie in Itagüí verhaftet, als sie 20 Kilo Kokain mit sich führten. Durch Bestechungsgelder seien sie früher entlassen worden; Pablo Escobar nach drei Monaten, Gustavo Gaviria nach 6 Monaten. Zu dieser Zeit bauten sie ihre eigenen Labors in Kolumbien und bezogen die Kokapaste aus Ecuador und Peru. Später arbeiteten sie verstärkt mit den Brüdern Luis und Fabio Ochoa, mit Carlos Lehder und Gonzalo Rodríguez Gacha und gründeten mit ihnen das Medellín-Kartell.
Im Dezember 1987 wurde Gustavo Gaviria nach der Beschlagnahme von 445 Kilo Kokain auf der Insel Marie-Galante von französischen Behörden in Abwesenheit zu 20 Jahren Haft verurteilt. Nach dem Tod von Gacha wurde er der zweite Mann des Kartells und laut Polizei hatte Escobar ihm alle finanziellen Operationen und alle terroristischen Aktionen des Kartells übertragen. Jedoch soll Pablo Escobars Bruder Roberto de Jesús „El Osito“ Escobar Gaviria seit den 1980er Jahren bis zu seiner Verhaftung ebenso für die Finanzen und Geldwäsche zuständig gewesen sein. Es wird auch gesagt, dass Gaviria die Netzwerke der Sicarios, die im Dienste der Organisation standen, verwaltete.

## Tod
Laut einer polizeilichen Aussage stürmte der sogenannte Search Bloc am 12. August 1990 eine von Gavirias Luxuswohnungen in Medellín, die unter anderem mit kugelsicheren Fenstern und Überwachungskameras ausgestattet war. Vor Ort wurde er von der Polizei erschossen, nachdem er das Feuer eröffnet haben soll, um einer Verhaftung zu entgehen. Sein Cousin Pablo Escobar hingegen soll behauptet haben, er sei entführt, gefoltert und hingerichtet worden. Zu dieser Zeit war Gustavo de Jesús „El León“ Gaviria Rivero einer der neun meistgesuchten Männer Kolumbiens und hatte sich wegen verschiedener Delikte auch in den Vereinigten Staaten und Spanien zu verantworten.
Gaviria trug damals gefälschte Ausweispapiere bei sich, die auf den Namen Jesús Maria Rivero Garcia liefen.
Bestattet wurde er unter großen Sicherheitsmaßnahmen auf dem Friedhof Jardines de Monte Sacro in Itagüi. Sein flüchtiger Cousin Pablo Escobar nahm nicht an seiner Beerdigung teil, sondern soll der Trauermesse über eine Funkstation gelauscht haben.

## Trivia
Auch wenn Gaviria bei weitem nicht so bekannt wie sein Cousin Pablo Escobar war, besaß er ein Vermögen, das mit dem seines Cousins vergleichbar war. Er reiste gern nach Europa und fuhr mit seinem Cousin Pablo gern Autorennen.

## Film und Fernsehen
- 2017: Darstellung in der Serie Narcos, durch Juan Pablo Raba.
- 2012: Die fiktive Person Gonzalo Gaviria wird in der Serie Pablo Escobar: El Patrón del Mal durch Christian Tappán verkörpert und beruht auf Gustavo Gaviria.